# We Are Harlot
We Are Harlot ist eine 2011 gegründete US-amerikanische Rockband aus Los Angeles, die vom Asking-Alexandria-Sänger Danny Worsnop und Jeff George, der bereits für Sebastian Bach arbeitete, organisiert wird. Zu der Besetzung gehören außerdem der Silvertide-Bassist Brian Weaver und der Schlagzeuger Bruno Agra.

## Geschichte

### 2011–2013: Gründung
In mehreren Interviews erwähnte Danny Worsnop, Leadsänger von Asking Alexandria, dass er ein neues Projekt mit dem Namen „Harlot“ plane. Er sagte, dass er nach den Tourneen mit Asking Alexandria im Jahr 2013 plane, mit dieser Band zu touren und ein Album zu produzieren.
Die Gruppe wurde bereits drei Jahre vor diesen Interviews ins Leben gerufen, als sich Worsnop und Jeff George trafen, da sie einige Zeit lang denselben Anwalt hatten. Nach einem Treffen mieteten sich beide ein Apartment und lebten einige Zeit lang in einer Wohngemeinschaft. Worsnop lud Schlagzeuger Bruno Agra ein und sie begannen zunächst als Trio erste Demos aufzunehmen. Brian Weaver von Silvertide wurde Bassist der Band, nachdem die Musiker eine freie Stelle inserierten.

### 2013–2016: DebütalbumWe Are Harlot
Am Ende des Jahres 2013 verkündete Danny Worsnop, dass die Schreibarbeiten an dem Album so gut wie abgeschlossen seien und man nach einem Produzenten suche, der bereit ist mit der Gruppe am 21. Dezember 2013 das Studio beziehen zu wollen. Artist Direct nahm das Album in die Top 10 der heiß ersehnten Alben des Jahres 2014 auf. Zwischenzeitlich wurde bekannt, dass die Musiker das Album selbst produzieren und dabei von Scott Steven, welcher auch mit Black Veil Brides, Halestorm und Theory of a Deadman zusammenarbeitete, unterstützt würde. Die Aufnahmen finden im The Fortress in der Downtown von Los Angeles statt. Das Album erschien am 27. März 2015. Vorbestellungen bei iTunes sind seit dem 20. Januar 2015 möglich. Eine frühere Veröffentlichung des Albums war aufgrund eines Labelwechsels und deren rechtlichen Folgen nicht möglich.

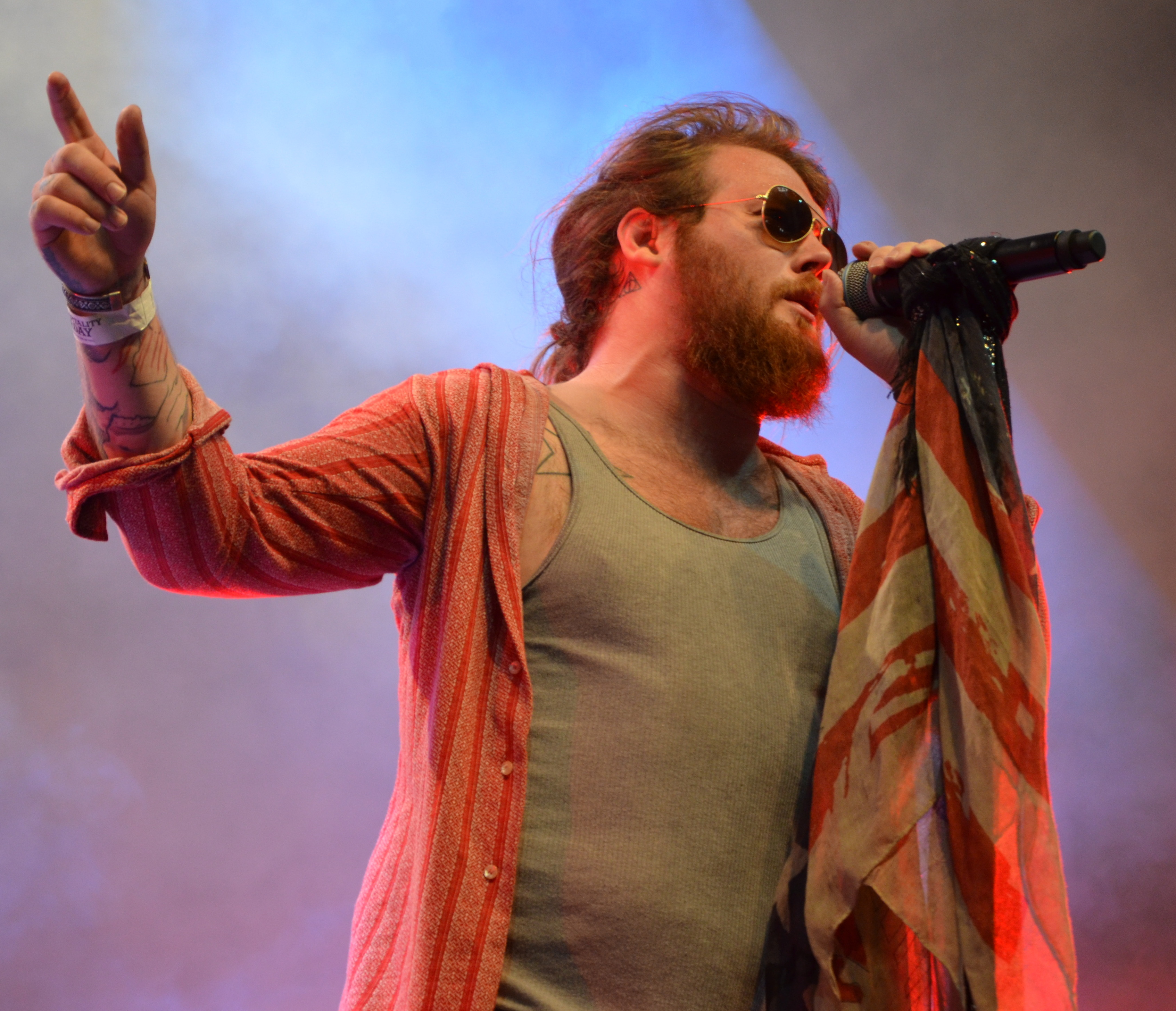
Danny Worsnop bei Rock am Ring in Mendig, 2015

Es wurde angekündigt, dass die Gruppe am 18. Mai 2014 ihren ersten Live-Auftritt auf dem Rock on the Range im Columbus Crew Stadium in Columbus, Ohio unter dem Namen „We Are Harlot“ bestreiten wird. Zudem soll im Mai 2014 die erste Singleauskopplung des Debütalbums herausgebracht werden und das Debütalbum erscheinen. Die Gruppe wurde zwar als „Harlot“ gegründet, allerdings geht Jeff George davon aus, dass sich der Name in „We Are Harlot“ aufgrund einer eventuellen Urheberrechtsverletzung ändern werde.
Die erste Single, Denial, wurde am 14. Mai 2014 offiziell über das britische Musikmagazin Kerrang veröffentlicht. Außerdem wurde bekanntgegeben, dass We Are Harlot einen Plattenvertrag bei Roadrunner Records unterschrieben haben. Unmittelbar nach dem Auftritt auf dem Rock on the Range wurde die Gruppe als Ersatz für Trivium für das Rocklahoma in Pryor (in der Nähe von Tulsa) gebucht. Die Gruppe spielte am Samstag, den 24. Mai 2014 auf der „Hard Rock Bühne“. Am 18. August 2014 wurde Denial als Intro für WWE Raw gespielt. Am 14. September 2014 spielte die Gruppe auf dem Aftershock Festival in Sacramento, Kalifornien. Im Februar 2015 wurde die Band für die Schwesterfestivals Rock am Ring und Rock im Park angekündigt. Auch wurde die Gruppe für das Download-Festival auf dem Donington Park (Vereinigtes Königreich) und für das Sonisphere Festival in Mailand (Italien) angekündigt. Außerdem wurden mit Dancing on Nails und The One zwei weitere Singleauskopplungen veröffentlicht. Dancing on Nails schaffte den Einstieg in die Mainstream Rock Songs Charts, welche durch das Magazin Billboard ermittelt werden.
Zwischen dem 2. April 2015 und dem 30. Mai 2015 spielte die Gruppe erstmals eine komplette Tournee durch die Vereinigten Staaten.

### Seit 2016: Neues Album
Am 18. April 2016 gab die Gruppe bekannt, dass die Musiker an ihrem zweiten Studioalbum arbeiten.

## Musikstil
In mehreren Interviews hieß es, dass es sich bei We Are Harlot um eine typische Rockband handeln werde, die musikalisch von Aerosmith und Van Halen beeinflusst wird. Die Musik der Band wurde als eine „moderne Rekreation der Rockmusik der 80er-Jahre“ beschrieben, welche „sowohl für Fans der Szene als auch für Fans des 2013 veröffentlichten Albums From Death to Destiny von Asking Alexandria geeignet ist“.
Im britischen Rock Sound heißt es, dass die Gruppe wie der Nachwuchs von Mötley Crüe und Skid Row klinge, welcher außerdem von Gruppen wie Airbourne und Heaven’s Basement beeinflusst wird.

## Diskografie
- 27. März 2015: We Are Harlot (Album, Roadrunner Records)

## Auszeichnungen und Nominierungen
- Metal Hammer Golden Gods Awards
  - 2015: Best New Band (nominiert)[24]
- Kerrang! Awards
  - 2015: Best Album für We Are Harlot (nominiert)[25][26]